# Bulgária nos Jogos Olímpicos de Inverno de 2002
A Bulgária participou dos Jogos Olímpicos de Inverno de 2002 em Salt Lake City, nos Estados Unidos. O país estreou nos Jogos em 1936 e em Salt Lake City fez sua 16ª apresentação.

## Medalhas
| Atleta              | Esporte                                | Evento                    | Medalha |
| ------------------- | -------------------------------------- | ------------------------- | ------- |
| Evgenia Radanova    | Patinação de velocidade em pista curta | 500m feminino             | Prata   |
| Irina Nickoultchina | Biatlo                                 | 10km perseguição feminino | Bronze  |
| Evgenia Radanova    | Patinação de velocidade em pista curta | 1500m feminino            | Bronze  |